# 天主教克魯斯-德爾埃赫教區
天主教克魯斯-德爾埃赫教區（拉丁語：Dioecesis Crucis Axeatae）是阿根廷一個羅馬天主教教區，屬科爾多瓦總教區。
教區成立於1963年8月12日，位於科爾多瓦省西北部。2006年有教友147,000人（佔轄區總人口93.0%）、十六個堂區、卅八名司鐸。現任教區主教為聖地牙哥·奧利韋拉。